# Luigi Villoresi

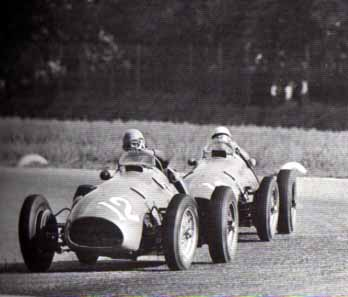
Alberto Ascari en Luigi Villoresi in actie tijdens de Grand Prix van Italië 1952

Luigi Villoresi (Milaan, Lombardije, 16 mei 1909 – Modena, 24 augustus 1997) was een Italiaans Formule 1-coureur. 

## Loopbaan
Villoresi nam tussen 1950 en 1956 deel aan 34 Grands Prix Formule 1 voor de teams Ferrari, Maserati, Lancia en Scuderia Centro Sud en scoorde hierin 1 snelste ronde (Grand Prix van Nederland in 1953), 8 podia en 49 WK-punten.